# Station Plzeň-Jižní Předměstí
Station Plzeň-Jižní Předměstí (letterlijk Pilsen-Zuidelijke Voorstad) is een spoorwegstation in het district Pilsen 3 van de Tsjechische stad Pilsen. Het station ligt aan spoorlijn 170 die van Beroun via Pilsen naar Cheb loopt, en aan lijn 180 van het hoofdstation van Pilsen naar Domažlice. Het station wordt beheerd door de nationale spoorwegonderneming České dráhy in samenwerking met de Staatsorganisatie voor spoorweginfrastructuur (SŽDC).

## Treinverkeer
Vanaf station Plzeň-Jižní Předměstí kan men in de volgende richtingen reizen:
- lijn 170: Plzeň-Jižní Předměstí - station Plzeň hlavní nádraží - Beroun (verder naar Praag)
- lijn 170: Plzeň-Jižní Předměstí - Cheb
- lijn 180: station Plzeň hlavní nádraží - Plzeň-Jižní Předměstí - Domažlice - Česká Kubice (verder naar Furth im Wald)

Beroun ↔ Beroun-Králův Dvůr ↔ Beroun-Popovice ↔ Zdice ↔ Stašov ↔ Praskolesy ↔ Hořovice ↔ Cerhovice ↔ Zbiroh ↔ Kařízek ↔ Mýto ↔ Holoubkov ↔ Svojkovice ↔ Rokycany ↔ Klabava ↔ Ejpovice ↔ Dýšina ↔ Chrást u Plzně ↔ Plzeň-Doubravka ↔ Plzeň hlavní nádraží - Plzeň-Jižní Předměstí ↔ Plzeň-Zadní Skvrňany ↔ Plzeň-Křimice ↔ Vochov ↔ Kozolupy ↔ Plešnice ↔ Pňovany zastávka ↔ Pňovany ↔ Sulislav ↔ Vranov u Stříbra ↔ Stříbro ↔ Milíkov ↔ Svojšín ↔ Ošelín ↔ Pavlovice ↔ Brod nad Tichou ↔ Planá u Mariánských Lázní ↔ Chodová Planá ↔ Mariánské Lázně ↔ Valy u Mariánských Lázní - Lázně Kynžvart - Dolní Žandov - Salajna - Lipová u Chebu - Stebnice - Všeboř - Cheb